# Vattenfall Cyclassics 2013
18. edycja wyścigu kolarskiego Vattenfall Cyclassics odbyła się w dniu 25 sierpnia 2013 roku i liczyła 247 km. Start i meta wyścigu znajdowała się w Hamburgu. Wyścig ten znajduje się w rankingu światowym UCI World Tour 2013.

## Uczestnicy
Na starcie wyścigu stanęło 164 kolarzy z 21 ekip. Wśród nich znalazło się dziewiętnaście ekip UCI World Tour 2013 oraz dwie inne zaproszone przez organizatorów.
Wystartowało i ukończyło klasyk trzech polskich kolarzy - z nr startowym 122. Maciej Bodnar z grupy Cannondale na 77. miejscu, z 83. Michał Gołaś (88. miejsce) i z 81. Michał Kwiatkowski (obaj Omega Pharma-Quick Step) - 107. miejsce.
Ubiegłoroczny triumfator Vattenfall Cyclassics Francuz Arnaud Démare z grupy FDJ.fr zajął 10. miejsce.
Lista drużyn uczestniczących w wyścigu:
| Numery  | Kod | Drużyna                 |
| ------- | --- | ----------------------- |
| 1-8     | FDJ | FDJ.fr                  |
| 11-18   | LTB | Lotto-Belisol           |
| 21-28   | RLT | RadioShack-Leopard      |
| 31-38   | SKY | Sky Procycling          |
| 41-48   | MOV | Movistar Team           |
| 51-58   | KAT | Team Katusha            |
| 61-68   | AST | Pro Team Astana         |
| 71-78   | TST | Team Saxo-Tinkoff       |
| 81-88   | OPQ | Omega Pharma-Quick Step |
| 91-98   | GRS | Garmin-Sharp            |
| 101-108 | BEL | Belkin                  |

| Numery  | Kod | Drużyna            |
| ------- | --- | ------------------ |
| 111-118 | BMC | BMC Racing Team    |
| 121-128 | CAN | Cannondale         |
| 131-138 | ALM | Ag2r-La Mondiale   |
| 141-148 | LAM | Lampre-Merida      |
| 151-158 | OGE | Orica-GreenEDGE    |
| 161-168 | EUS | Euskaltel-Euskadi  |
| 171-178 | ARG | Argos-Shimano      |
| 181-188 | VCD | Vacansoleil-DCM    |
| 191-198 | TNE | Team NetApp-Endura |
| 201-208 | MTN | MTN-Qhubeka        |

## Wyniki wyścigu
| Miejsce | Zawodnik           | Państwo   | Drużyna                 | Czas       |
| ------- | ------------------ | --------- | ----------------------- | ---------- |
| 1.      | John Degenkolb     | Niemcy    | Argos-Shimano           | 5h 45' 16" |
| 2.      | André Greipel      | Niemcy    | Lotto-Belisol           | + 0"       |
| 3.      | Alexander Kristoff | Norwegia  | Team Katusha            | + 1"       |
| 4.      | José Joaquín Rojas | Hiszpania | Movistar Team           | + 1"       |
| 5.      | Elia Viviani       | Włochy    | Cannondale              | + 1"       |
| 6.      | Boy Van Poppel     | Holandia  | Vacansoleil-DCM         | + 1"       |
| 7.      | Nikolas Maes       | Belgia    | Omega Pharma-Quick Step | + 1"       |
| 8.      | Thor Hushovd       | Norwegia  | BMC Racing Team         | + 1"       |
| 9.      | Matti Breschel     | Dania     | Team Saxo-Tinkoff       | + 1"       |
| 10.     | Arnaud Démare      | Francja   | FDJ.fr                  | + 1"       |